# Deelfiets (fietstype)

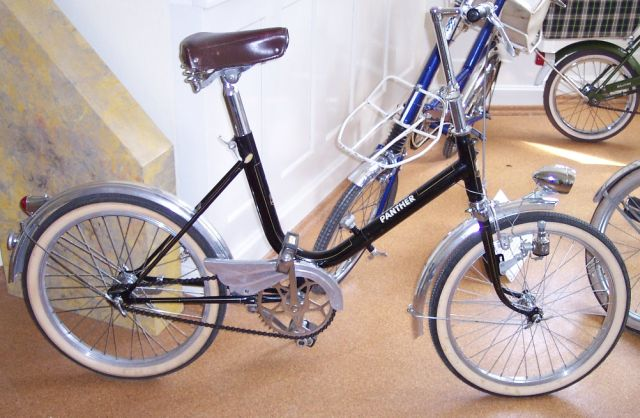
Panther deelfiets uit ruwweg 1960. Het frame is halverwege voorzien van een verbinding om het frame te scheiden.

Een deelfiets is een fiets waarvan het frame in meerdere delen is te scheiden.
De deelfiets wordt nogal eens in een adem genoemd met de vouwfiets. Beide kunnen eenvoudig tot een compacter formaat worden gebracht om transport en opslag makkelijker te maken. Bij de deelfiets zitten er een of meer verbindingen in het frame die de losse framedelen bijeen houden. Bij de vouwfiets is het frame in- en uitklapbaar door een scharnierende verbinding tussen de framedelen.